# Фоліограф

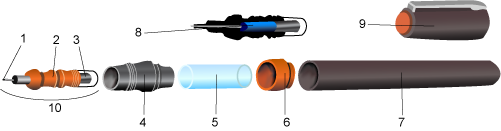
1 - наконечник пера і голка
2 - повітряний канал
3 - обважнювач
4 - корпус
5 - патрон для туші
6 - затиск
7 - ручка
8 - перо в розрізі: обважнювач і голка
9 - ковпачок
10 - перо

Фоліограф — рапідограф, що придатний для зарядки тушшю на органічних розчинниках. Голчастий пишучий пристрій фоліографа виготовляється з сапфіру.